# Apagomerina erythronota
Apagomerina erythronota är en skalbaggsart som först beskrevs av Lane 1970.  Apagomerina erythronota ingår i släktet Apagomerina och familjen långhorningar. Inga underarter finns listade i Catalogue of Life.